# Identická relace
Identická relace (někdy také prostě identita) na množině {\displaystyle X\,\!}, označovaná obvykle {\displaystyle id_{X}\,\!}, je binární relace, pro kterou platí:

{\displaystyle id_{X}=\{(a,a);a\in X\}}
Zjednodušeně řečeno: v identické relaci je každý prvek podkladové množiny obsažen pouze jednou - a to sám se sebou.

## Příklady a vlastnosti
- Relace = je identita na přirozených, celých, racionálních, reálných i komplexních číslech.
- Relace < není identita na přirozených číslech, protože 1<2 - v relaci < je tedy obsažena „neidentická“ dvojice .

Obecněji by se dalo říct, že relace = je obvykle zaváděna jako identita ve všech matematických strukturách, nejen výše uvedených číselných oborech (vizte například teorie množin, algebraické struktury).

### Identita jako nejmenší ekvivalence
Identita {\displaystyle id_{X}\,\!} je ekvivalence na množině {\displaystyle X\,\!} - je reflexivní, symetrická i tranzitivní. Navíc pokud na množině všech ekvivalencí na {\displaystyle X\,\!} definujeme uspořádání podle zjemnění rozkladu, pak je {\displaystyle id_{X}\,\!} nejmenší prvek množiny všech ekvivalencí na {\displaystyle X\,\!} vzhledem k tomuto uspořádání (identitu již nelze dále zjemnit, protože každá její rozkladová množina má pouze jeden prvek).

### Identita jako nejmenší neostré uspořádání
Identita je {\displaystyle id_{X}\,\!} je také neostré uspořádání množiny {\displaystyle X\,\!}. Není to nijak zajímavé uspořádání - žádné dva různé prvky nejsou porovnatelné. Jedná se ale opět o nejmenší prvek - tentokrát množiny všech neostrých uspořádání množiny {\displaystyle X\,\!}.